# 奎扎替尼
奎扎替尼（Quizartinib）是一种用于治疗急性骨髓性白血病的药物，商品名为Vanflyta。
它是一种小分子受体酪氨酸激酶抑制剂。其分子靶点是FLT3，也称CD135（一种原癌基因）。
它在2019年10月在日本获许使用，2023年7月在美国得到批准。